# Las Casucas
Las Casucas es una entidad de población española de la parroquia de Báscones, perteneciente al concejo de Grado, en la comunidad autónoma de Asturias. En 2023, la entidad singular de población tenía empadronados tres habitantes.